# Pan de muerto

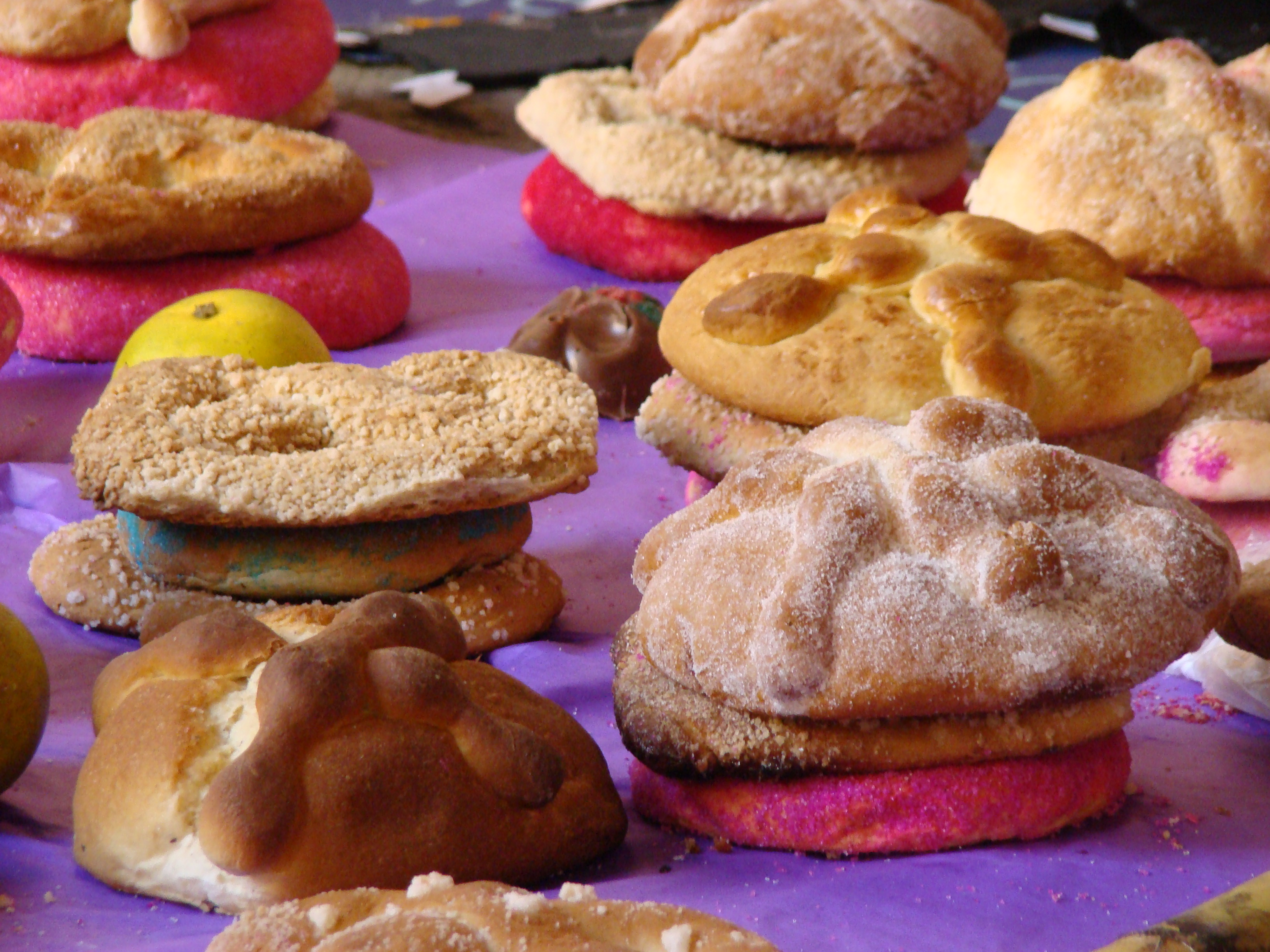
Pan-de-muerto-Opfergaben

Pan de muerto ist eine Spezialität der mexikanischen Küche, die zur Feier des Tages der Toten (spanisch Día de Muertos) gebacken wird und „Brot des Toten“ bedeutet. Die Brote werden am Gedenktag oft auch am Grab der Verstorbenen gegessen, deren gedacht wird.
Die Tradition dieses süßen Brotes (pan dulce) ist europäischen Ursprungs, und ein Resultat der typischen indianisch-spanischen Mischkultur. Die Ureinwohner Mexikos opfern die süßen Hefebrote, um die Tage ihrer Toten nach dem Vorbild der Altarbrote, die überall in Europa besondere Festtagsopfer sind, zu feiern.

Die mexikanische Version der Opferbrote hat neue Formen angenommen, denn die Panes de muerto stellen menschliche Figuren, Alligatoren, Eidechsen und andere Tiere dar – meistens jedoch Brote, verziert mit stilisierten Schädeln und gekreuzten Knochen oder Tränen und Kreuzen aus Teig, die fröhlich mit farbigem Kristallzucker oder Anissamen verziert sind. Ursprünglich wurden die Panes de muerto wie die europäischen Altarbrote aus Mehl, Hefe, Eiern, Zucker und Orangenblütenaroma hergestellt. Moderne Rezepte versüßen das Brot oft mit Kondensmilch. Das Gebäck wird auch in den Vereinigten Staaten hergestellt und in den Bäckereien verkauft.

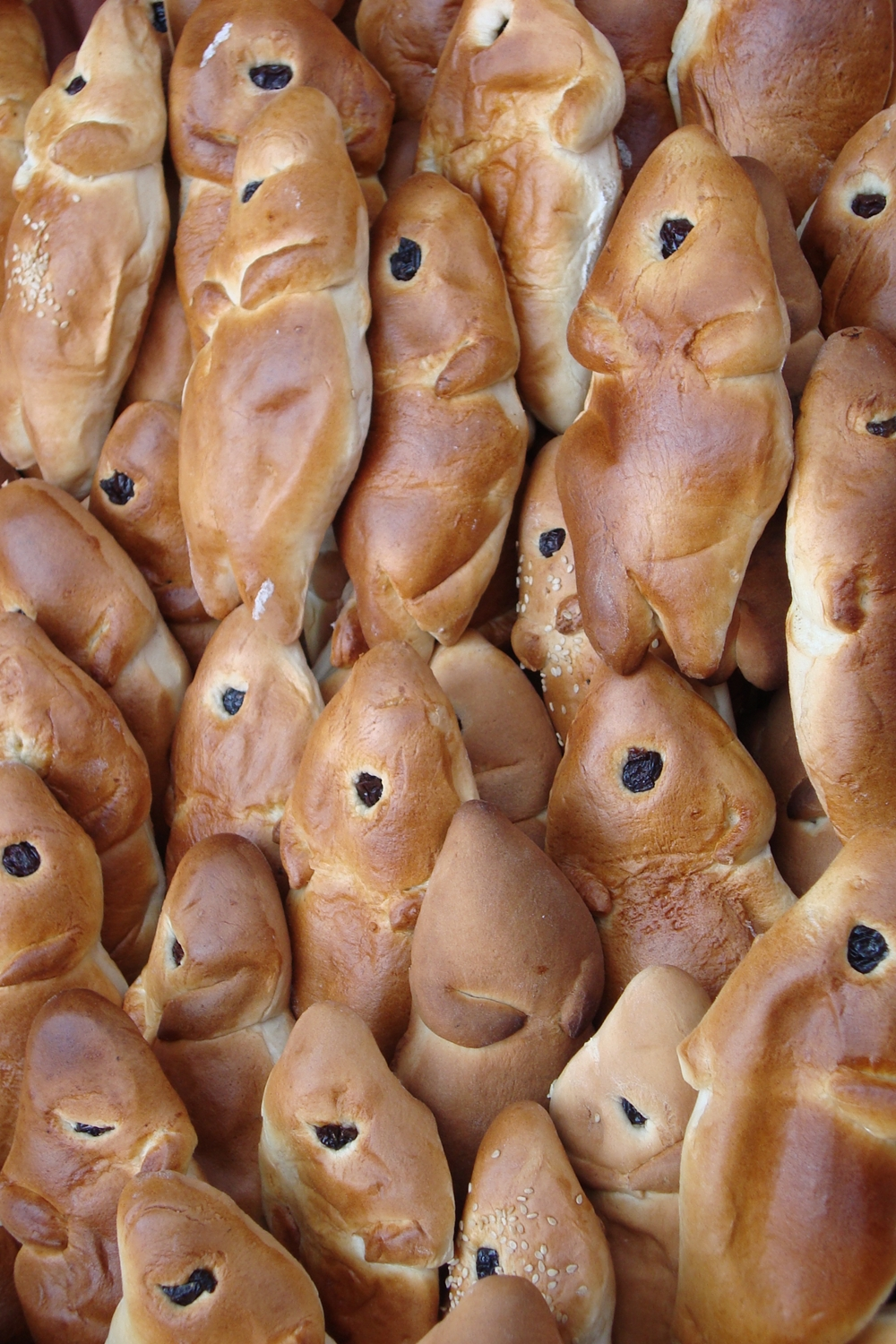
Pan de muerto in Iztapalapa, Mexico
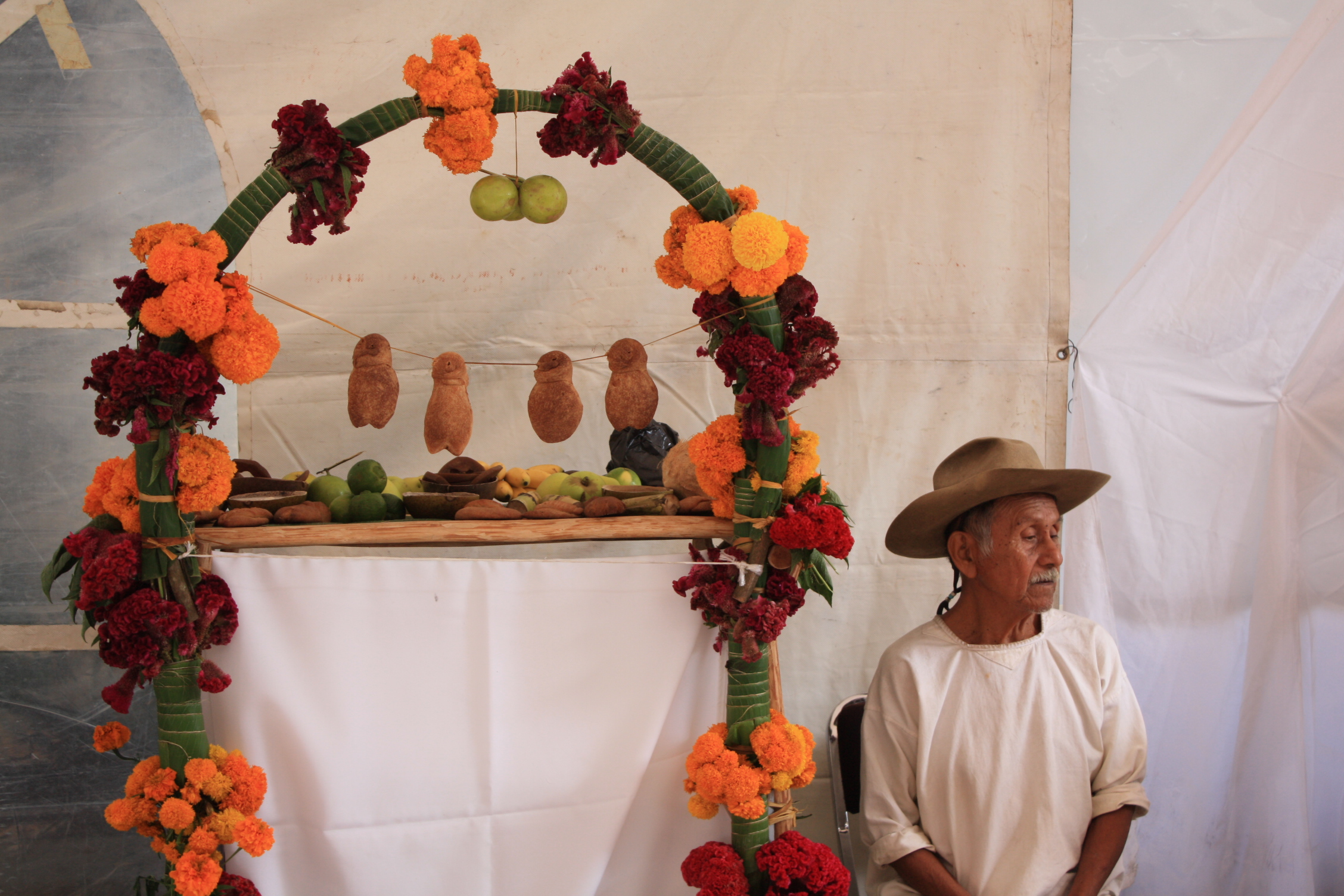
Pan de muerto in Oaxaca auf einem Altar am Tag der Toten
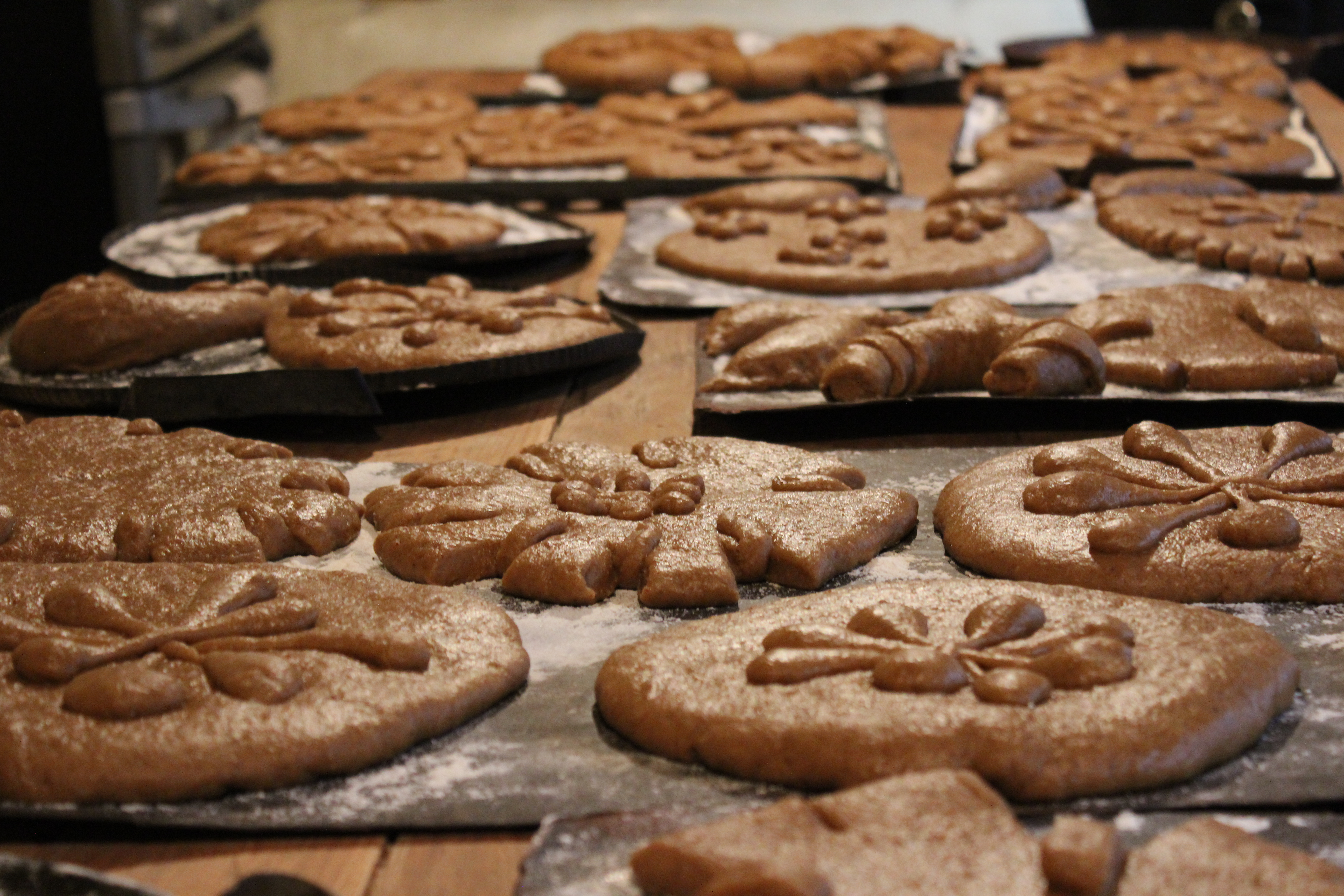
Pan de muerto in Texcoco